# Kelly Mantle
Kelly Leroy Mantle (nacido el 9 de julio de 1976) es una actriz, cantautora, comediante, música, drag queen y personalidad de telerrealidad estadounidense. Mantle apareció como concursante en la sexta temporada del programa de telerrealidad RuPaul's Drag Race.

## Primeros años
Mantle nació de Larry James y Linda Lea Mantle en Oklahoma City, pero creció en New Cordell, Oklahoma. Tiene un hermano, Garrette.
El tío de Mantle era el jugador de béisbol profesional Mickey Mantle, que jugaba para los New York Yankees. Mantle se graduó con un BFA en Teatro de la Universidad de Oklahoma.

## Carrera
Después de la universidad, Mantle fue a Chicago para comenzar una carrera en la actuación. Actuó en obras como The Convention y Royal Flush. Lone Star/Laundry & Bourbon fue la primera producción de OKRA Theatre, una compañía de teatro iniciada por Mantle y su amiga Tracy Parks, quien dirigió la obra.
En 1998, Mantle protagonizó la producción de Chicago de la obra Vampire Lesbians of Sodom de Charles Busch. Después de dos años de vivir en Chicago, se mudó a Los Ángeles. Más tarde hizo una audición para la producción de Los Ángeles de Vampire Lesbians of Sodom, donde un agente de talentos le descubrió y le contrató.
En Los Ángeles, Mantle se convirtió en miembro de la banda Sex with Lurch, formada por el cantante Robbie Quinne y el guitarrista Bernard Yin. Como parte del grupo, Mantle usó el nombre artístico de "Brandy Warhol". El grupo se disolvió en diciembre de 2002. Mantle más tarde se unió a la banda de seguimiento de Quinne, los Barbarellatones.
Mantle también fue miembro de la banda Tranzkuntinental. La banda fue iniciada por Charlie Paulson y Xander Smith y cuenta con drag queens Detox, Rhea Litré, Vicky Vox y Willam Belli.
Actualmente, Mantle es miembro de la banda Rollz Royces con Tammie Brown y Michael Catti. Mantle y Catti han aparecido en el espectáculo navideño Holiday Sparkle de Tammie Brown en Fubar en West Hollywood.
En 2014, Mantle protagonizó Confessions of a Womanizer con Gary Busey. La película se estrenó en 2016. Mantle, que es de género fluido, hizo historia cuando los productores de la película buscaron la consideración de actor y actriz de reparto por su actuación y la Academia concedió la solicitud.
Mantle interpretó a Sheila en ambas temporadas de la comedia de situación de OutTV y Amazon Prime The Browns junto a Tammie Brown y en 2022 apoyó a Trixie y Katya en su gira Trixie and Katya Live.

### RuPaul's Drag Race
En diciembre de 2013, Logo anunció que Mantle estaba entre las catorce drag queens que competirían en la sexta temporada de RuPaul's Drag Race. Fue eliminada en el primer episodio, sincronizando los labios con "Express Yourself" contra Vivacious.

## Discografía

### Álbumes
- Ever Changing (2002)
- Rock-N-Glow (2004)
- Satellite Baby (2006)

### Sencillos
| Song                                         | Year | Álbum                           |
| -------------------------------------------- | ---- | ------------------------------- |
| "My Neck, My Back (Lick It)"                 | 2013 | Non-album single                |
| "Main Event"                                 | 2014 | RuPaul Presents: The Covergurlz |
| "Eliminated" (featuring Bownce and Wendy Ho) | 2014 | Non-album single                |
| "Keyboard Courage"                           | 2015 | Non-album single                |

### Videos musicales
| Song                         | Year | Director          |
| ---------------------------- | ---- | ----------------- |
| "Satellite Baby"             | 2007 |                   |
| "My Neck, My Back (Lick It)" | 2013 | Andrew Putschoegl |
| "Main Event"                 | 2014 |                   |
| "Eliminated"                 | 2014 | Kija Manharé      |
| "Keyboard Courage"           | 2015 | Gordon Cowie      |

## Filmografía

### Películas
| Año  | Título                                 | Papel                 | Notas        |
| ---- | -------------------------------------- | --------------------- | ------------ |
| 2000 | The Convent                            | Dickie-Boy            |              |
| 2000 | True Rights                            | Cleo                  |              |
| 2000 | Super Duper                            | Maddie                | Cortometraje |
| 2002 | Superfag                               | Apacalipstick         | Cortometraje |
| 2004 | Straight Eye: The Movie                | Ella misma            | Cortometraje |
| 2004 | Buds for Life                          | Sierra Bonita         |              |
| 2006 | The Boys & Girls Guide To Getting Down | Drag Queen            |              |
| 2013 | American Dream                         | Katrina               |              |
| 2013 | Confessions of a Womanizer             | Ginger                |              |
| 2021 | The Bitch Who Stole Christmas          | Wistful Woman/Madelyn |              |

### Televisión
| Año     | Título                                 | Papel                  | Notas                                        |
| ------- | -------------------------------------- | ---------------------- | -------------------------------------------- |
| 1999    | Undressed                              | Howie                  | Episodio: "Love It or Leave It Again"        |
| 2003    | NYPD Blue                              | Dan "Monika" Hoffnagle | 2 episodios                                  |
| 2003    | Nip/Tuck                               | Mujer transgénero #2   | Episodio: "Sofia Lorez Part II"              |
| 2003    | 10-8: Officers on Duty                 | Raven                  | Episodio: "Badlands"                         |
| 2003    | Cold Case                              | Drag #2                | Episodio: "A Time to Hate"                   |
| 2003    | Just Shoot Me!                         | Robert 'Nina Man Horn' | Episodio: "The Goodbye Girl"                 |
| 2004    | CSI: Crime Scene Investigation         | Barman                 | Episodio: "Ch-Ch-Changes"                    |
| 2004    | Judging Amy                            | Velvet                 | Episodio: "Order and Chaos"                  |
| 2005    | George Lopez                           | Cantante               | Episodio: "George Buys a Vow"                |
| 2005    | Eve                                    | Rudy                   | Episodio: "Moral Minority"                   |
| 2005    | Cuts                                   | Peter                  | Episodio: "Strictly Bizz-Nass"               |
| 2008    | The New Adventures of Old Christine    | Sparkle                | Episodio: "Happy Endings"                    |
| 2009    | Southland                              | Lacey                  | Episodio: "See the Woman"                    |
| 2011    | One Night Stand Up                     | Ella misma             | Episodio: "Dragtastic NYC"                   |
| 2011    | Mike & Molly                           | Steven                 | Episodio: "Joyce & Vince And Peaches & Herb" |
| 2011    | Curb Your Enthusiasm                   | Kelly                  | Episodio: "Palestinian Chicken"              |
| 2012    | Eagleheart                             | 'Maph                  | Episodio: "Little Dude"                      |
| 2012    | Rizzoli & Isles                        | Kitty                  | Episodio: "Melt My Heart to Stone"           |
| 2012    | The New Normal                         | Aubrey                 | Episodio: "Pilot"                            |
| 2014    | RuPaul's Drag Race                     | Ella misma             | Temporada 6; 13.er/14.º lugar (2 episodios)  |
| 2014    | RuPaul's Drag Race: Untucked           | Ella misma             | 1 episodio                                   |
| 2016    | Gay for Play Game Show Starring RuPaul | Ella misma             | 1 episodio                                   |
| 2016    | RuPaul's Drag Race All Stars           | Ella misma             | Episodio: "Revenge of the Queens"            |
| 2018    | Lucifer                                | Donovan McCann / Cher  | Episodio: "Let Pinhead Sing!"                |
| 2019    | Modern Family                          | Drag Queen             | Episodio: "The Last Halloween"               |
| 2020-21 | The Browns                             | Sheila                 | 2 temporadas                                 |

### Serie web
| Año  | Título             | Papel      | Notas                                            | Ref.   |
| ---- | ------------------ | ---------- | ------------------------------------------------ | ------ |
| 2013 | Love On-The-Line   | Él mismo   | Temporada 1, Episodio 9: "The Meet-Cute Part II" |        |
| 2020 | Queen With a Cause | Ella misma | Episodio: "Palm Oil"                             | [ 20 ] |